# OpenMath
OpenMath se jmenuje značkovací jazyk pro matematické výrazy. Kromě jiného může být použit pro sémantickou definici výrazů jako doplněk k MathML, standardu, který se především zaměřuje na prezentaci výrazů.
OpenMath se skládá se definice objektu (OpenMath Objects), abstraktního datového typu popisujícího logickou strukturu matematického výrazu, a definice „OpenMath Content Dictionaries“, nebo kolekce jmen pro matematické pojmy. Jména dostupná v pozdějších typech kolekcí jsou navržena pro použití v rozšířeném MathML, a naopak základní sada takových „Content Dictionaries“ byla navržena slučitelně s malou sadou matematických pojmů obsažených v MathML.
OpenMath vznikal v dlouhé řadě sympózií a (většinou Evropských) výzkumných projektech od roku 1993 a jeho vývoj pokračuje dodnes. Při vývoji úzce spolupracovali vývojáři MathML a OpenMath.